# Зилоти
 Тази статия е за движението в Юдея.  За фракцията в Солун вижте Зилоти (Солун).  За руския пианист вижте Александър Зилоти.
Зилотите са политическо движение в Юдея през I век. Привържениците му се обявяват за въоръжено въстание срещу Римската империя, което да доведе до освобождение на Светите земи. Зилотите се включват активно в Първата юдейско-римска война през 66 – 73 година, а след неговото потушаване движението е унищожено.
На иврит терминът за зилот е канаи (קנאי‎, мн.ч. – канаим, קנאים), означаващ ревностен, пламенен относно Бог. Понятието идва от гръцкото зелотес (ζηλωτής), означаващо ревностен почитател или последовател.